# Michal Aviad
Michal Aviad (en hébreu : מיכל אביעד, née à Jérusalem) est une réalisatrice, scénariste, productrice et maître de conférence au département du cinéma et de la télévision de l’université de Tel-Aviv. 

## Biographie
Michal Aviad est née à Jérusalem d'une mère immigrée d’Italie et d'un père immigrant de Hongrie. Elle est diplômée en littérature et philosophie de l’Université de Tel-Aviv. En 1984, elle obtient une maîtrise en cinéma de l’Université d’État de San Francisco. Entre 1981 et 1990, elle vit et travaille à San Francisco où elle réalise son premier film. Elle est maître de conférences au département du cinéma et de la télévision à l’université de Tel-Aviv. Les films d’Aviad mettent en lumière la complexité des questions relatives aux femmes et d’autres grandes questions socio-politiques telles que le conflit israélo-palestinien. 
En novembre 2019, Aviad reçoit l’un des prix les plus prestigieux d’Israël, le Prix Landau pour les arts et les sciences, décerné par le Conseil Mifal HaPais pour la culture et les arts, qui l’a citée comme "l’une des réalisatrices les plus importantes de l’histoire du cinéma israélien". 

## Filmographie
- 1988 : Acting Our Age (documentaire)
- 1992 : Ha-Nashim Mimul (documentaire)
- 1995 : Yarita Ba'am B'Mishehu? (documentaire)
- 1996 : Daughters of the Sea (documentaire)
- 1997 : Jenny V''Jenny (documentaire)
- 2001 : Lev Haaretz (documentaire)
- 2002 : For My Children (documentaire)
- 2011 : Invisible (Lo Roim Alaich, en hébreu : לא רואים עליך)
- 2013 : Ha'Chalutzot (documentaire)
- 2016 : Dimona Twist (documentaire)
- 2018 : Working Woman (Isha Ovedet, en hébreu : אישה עובדת)

## Récompenses
- Prix du jury œcuménique section Panorama à la Berlinale 2011 pour Invisible
- Meilleur film au Festival international du film d'Haifa  pour Invisible (2011)
- Grand Prix du Jury au Festival international de films de femmes de Créteil pour Invisible (2012)
- Meilleur documentaire israélien au Festival du film de Jérusalem pour Dimona Twist (2016)
- Mifal HaPais Landau Awards for Arts and Sciences (2019)